# Zachos Terzakis
Zachos Terzakis (griechisch Ζάχος Τερζάκης; * 4. Februar 1950 in Athen) ist ein griechischer Opern- und Konzertsänger (Tenor).

## Leben
Terzakis stammt aus einer alten kretischen Familie, die bereits viele Dichter und Musiker hervorbrachte. Entsprechend beschäftigte er sich schon früh mit Musik. In der Universität Athen studierte er Geologie und schloss das Studium mit Diplom ab. Während des Studiums entdeckte man sein Talent zum Opernsänger, daher erhielt er 1969 ein Stipendium für Gesang am „Apollonion Odeon“ in Athen, welches er 1976 mit der Beurteilung „ausgezeichnet“ und der goldenen Medaille abschloss. Im selben Jahr gewann er den ersten Preis im Wettbewerb für das „Maria Callas Stipendium“. Seit 2005 lebt er in Athen als künstlerischer Direktor des AKROPOLIS Konservatorium und Professor für Klassischen Gesang und Opera. Nebenbei singt er in vielen Opern und Konzerten, komponiert und inszeniert.

## Künstlerisches Schaffen
- 1976–1979 Engagement an der Nationaloper Athen
- 1979–1982 Engagement an den Bühnen der Stadt Bielefeld
- 1982–1987 Ensemble des Nürnberger Opernhauses
- seit 1987 als freier Opernsänger
- 1987 und 1988 Auftritt bei den Bregenzer Festspielen
- 1991 Debüt an der Staatsoper Wien
- 1993 sang er im Theatro dell' Opera in Rom
- 2001 und 2002 Oberspielleiter des Musiktheaters in Koblenz
- 2004 komponierte er die Musik für die „Kouretes Hymne“ für die Olympische Flamme in Sitia (Kreta)